# Andelot-Blancheville

Andelot-Blancheville este o comună în departamentul Haute-Marne din nord-estul Franței. În 2009 avea o populație de 919 de locuitori.

## Evoluția populației
| An        | 1975 | 1982  | 1990  | 1999  | 2006 | 2009 |
| --------- | ---- | ----- | ----- | ----- | ---- | ---- |
| Populație | 916  | 1.044 | 1.024 | 1.004 | 944  | 919  |